# Strada provinciale 73 Stanco
La strada provinciale 73 Stanco è una strada provinciale italiana interamente compresa nel comune di Grizzana Morandi della città metropolitana di Bologna.

## Percorso
Ha inizio nello stesso punto in cui comincia la SP 72 Campolo-Serra dei Galli, cioè in località Chiodi. Gira dapprima intorno al monte Montovolo, dirigendosi verso nord-est e poi in costante salita verso sud-est. Tornando a viaggiare verso nord-est raggiunge la frazione di Collina (703 m s.l.m.) per poi scendere a Marzolaro e Monteacuto Ragazza. Seguendo lo spartiacque tra le valli del Reno e del Setta la strada, aggirando il Monte Stanco, arriva a Stanco di Sopra e Stanco di Sotto. In seguito entra e termina nel paese di Grizzana, dove si immette nella SP 24 Grizzana.